# Virey-sous-Bar
Virey-sous-Bar és un municipi francès situat al departament de l'Aube i a la regió del Gran Est. L'any 2007 tenia 653 habitants.

## Demografia

### Població
El 2007 la població de fet de Virey-sous-Bar era de 653 persones. Hi havia 259 famílies de les quals 70 eren unipersonals (29 homes vivint sols i 41 dones vivint soles), 82 parelles sense fills, 82 parelles amb fills i 25 famílies monoparentals amb fills.
La població ha evolucionat segons el següent gràfic:
Habitants censats

### Habitatges
El 2007 hi havia 291 habitatges, 273 eren l'habitatge principal de la família, 8 eren segones residències i 10 estaven desocupats. 272 eren cases i 15 eren apartaments. Dels 273 habitatges principals, 159 estaven ocupats pels seus propietaris, 112 estaven llogats i ocupats pels llogaters i 2 estaven cedits a títol gratuït; 2 tenien una cambra, 18 en tenien dues, 49 en tenien tres, 96 en tenien quatre i 108 en tenien cinc o més. 211 habitatges disposaven pel capbaix d'una plaça de pàrquing. A 137 habitatges hi havia un automòbil i a 103 n'hi havia dos o més.

### Piràmide de població
La piràmide de població per edats i sexe el 2009 era:
| Homes | Edats   | Dones |
| ----- | ------- | ----- |
| 0     | 95 o +  | 0     |
| 0     | 90 a 94 | 0     |
| 0     | 85 a 89 | 4     |
| 4     | 80 a 84 | 4     |
| 4     | 75 a 79 | 20    |
| 8     | 70 a 74 | 12    |
| 8     | 65 a 69 | 4     |
| 20    | 60 a 64 | 12    |
| 4     | 55 a 59 | 16    |
| 12    | 50 a 54 | 24    |
| 12    | 45 a 49 | 24    |
| 28    | 40 a 44 | 28    |
| 52    | 35 a 39 | 24    |
| 24    | 30 a 34 | 32    |
| 48    | 25 a 29 | 24    |
| 20    | 20 a 24 | 24    |
| 24    | 15 a 19 | 8     |
| 12    | 10 a 14 | 28    |
| 12    | 5 a 9   | 44    |
| 40    | 0 a 4   | 20    |

## Economia
El 2007 la població en edat de treballar era de 420 persones, 310 eren actives i 110 eren inactives. De les 310 persones actives 290 estaven ocupades (157 homes i 133 dones) i 20 estaven aturades (9 homes i 11 dones). De les 110 persones inactives 37 estaven jubilades, 26 estaven estudiant i 47 estaven classificades com a «altres inactius».

### Ingressos
El 2009 a Virey-sous-Bar hi havia 268 unitats fiscals que integraven 651 persones, la mediana anual d'ingressos fiscals per persona era de 15.812 €.

### Activitats econòmiques
Dels 26 establiments que hi havia el 2007, 3 eren d'empreses extractives, 2 d'empreses alimentàries, 1 d'una empresa de fabricació d'altres productes industrials, 6 d'empreses de construcció, 3 d'empreses de comerç i reparació d'automòbils, 3 d'empreses de transport, 2 d'empreses d'hostatgeria i restauració, 1 d'una empresa financera, 1 d'una empresa immobiliària, 2 d'empreses de serveis, 1 d'una entitat de l'administració pública i 1 d'una empresa classificada com a «altres activitats de serveis».
Dels 5 establiments de servei als particulars que hi havia el 2009, 1 era una oficina de correu, 2 tallers de reparació d'automòbils i de material agrícola, 1 paleta i 1 guixaire pintor.
L'únic establiment comercial que hi havia el 2009 era una fleca.
L'any 2000 a Virey-sous-Bar hi havia 6 explotacions agrícoles.

## Equipaments sanitaris i escolars
El 2009 hi havia 1 escola maternal i 1 escola elemental.

## Poblacions més properes
El següent diagrama mostra les poblacions més properes.